# Nederlandsche Auto Car Onderneming

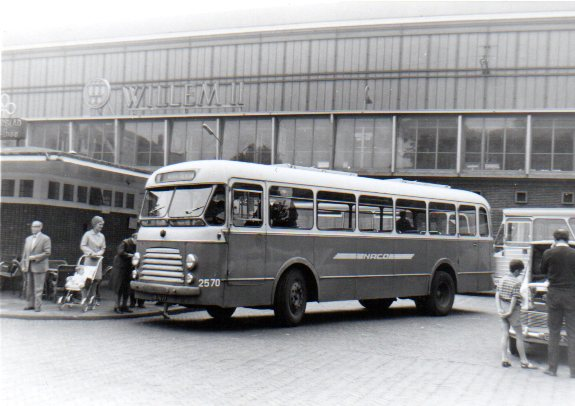
Scania-Vabis/Hainje-bus 2570, bouwjaar 1956, op lijn H van busbedrijf NACO, Kennemerplein (Haarlem), 1965

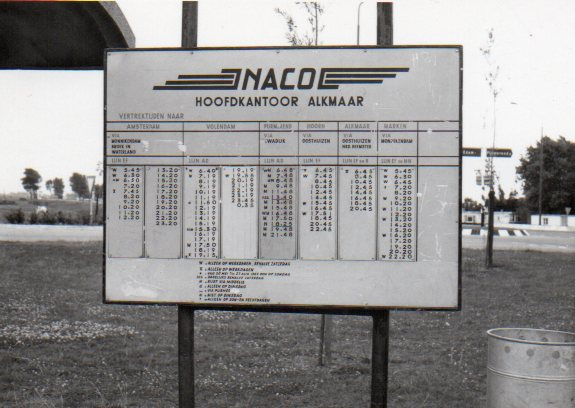
Informatiebord van de NACO op het busstation te Edam

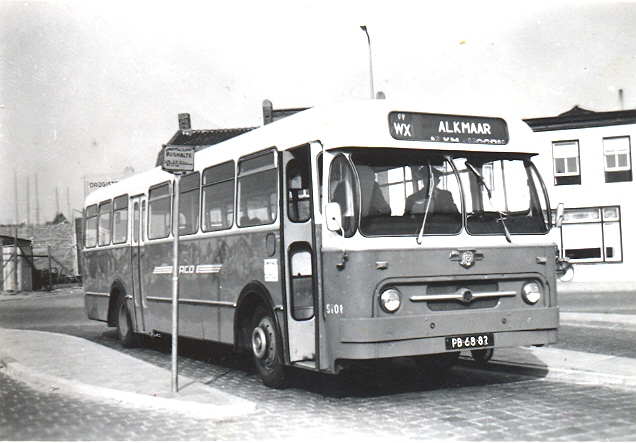
Leyland/Werkspoor bus 5101, bouwjaar 1956, van de NACO op lijn WX te Den Helder op 11 mei 1960

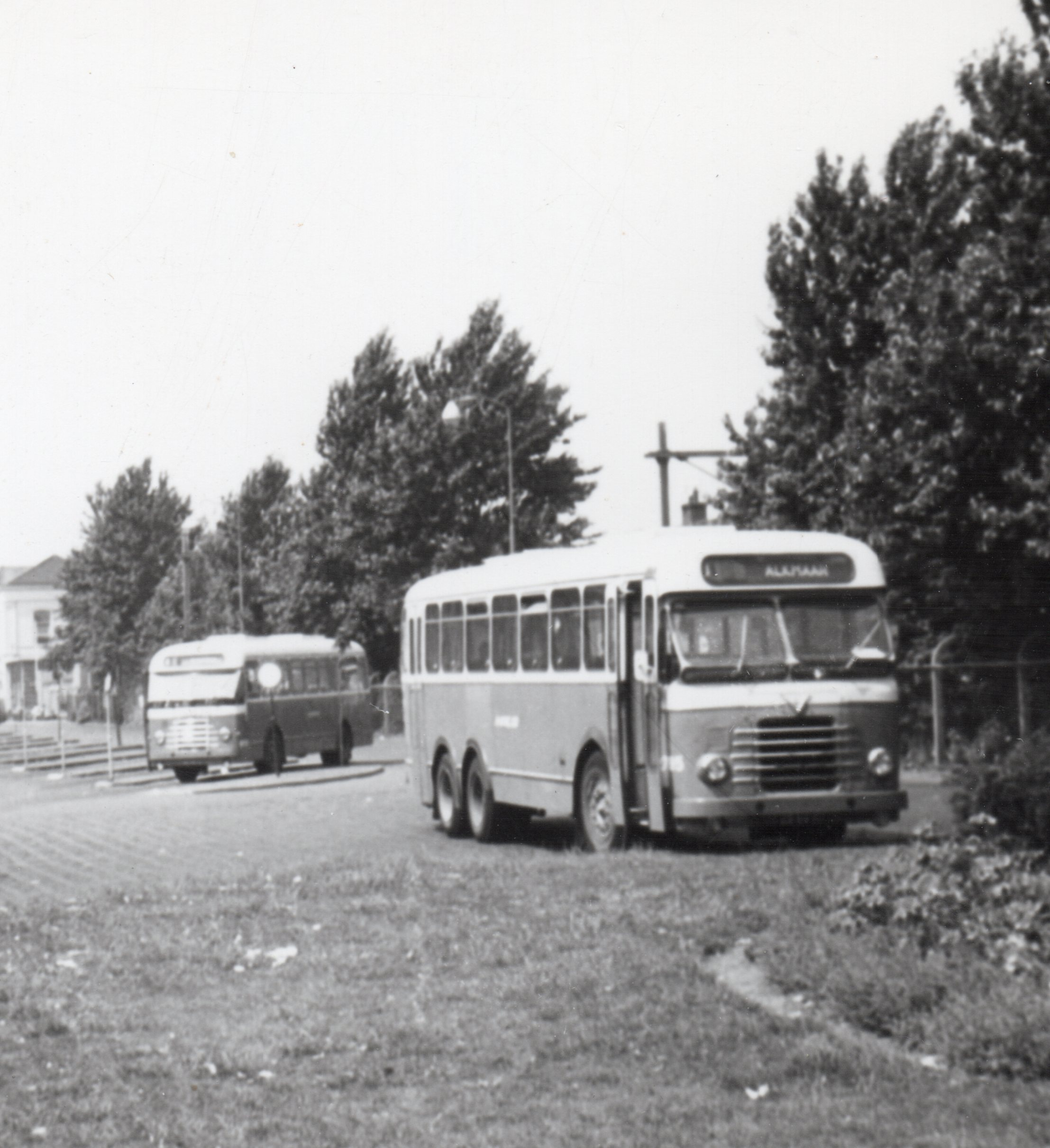
DAF TB300/Verheul bus 2785 met tandemas, bouwjaar 1959, van de NACO te Alkmaar, zomer in 1969

De N.V. Nederlandsche Auto Car Onderneming (NACO) was een Nederlands openbaarvervoerbedrijf te Alkmaar, oorspronkelijk gevestigd te Purmerend. Ze heeft als autobusonderneming bestaan van 1924 tot de fusie met de Noord-Zuid-Hollandse Vervoermaatschappij (NZHVM) te Haarlem op 1 juli 1972.

## Geschiedenis

### Oprichting en groei
De oprichters van de NACO waren de Purmerender onderneming Fa. F.A. de Raadt & J. Kistemaker met de lijndienst anno 1924: Hoorn – Purmerend – Amsterdam en anno 1925: Purmerend – Zaandam, en de Hoornse J.B. Post, die anno 1922 de lijndienst Hoorn – Enkhuizen had. Naast hun eigen lijndienstbedrijven was hun doelstelling deelnemers aan de in 1924 in Amsterdam te houden Olympische Spelen van en naar de verschillende locaties te vervoeren. Ook wilden ze uitstapjes door Nederland verzorgen. Amsterdam kreeg de Spelen echter pas in 1928. Ondertussen werden de ambities van de NACO gericht op het streekvervoer in Noord-Holland. Medeoprichter Post verliet het bedrijf in mei 1930 en ging verder met de WACO. F.A. de Raadt & J. Kistemaker bleven directeur van de NACO.
In de periode na 1931 kende de NACO een grote expansie. Het overgrote deel van de autobuslijnen in Noord-Holland ten noorden van het Noordzeekanaal kwam in NACO-handen door overname van de bedrijven De Raadt & Kistemaker (1931), Bellekom te Egmond aan Zee (1931), Vethaak en Hellingman (1932), Van Geelen & Van den Berkhoff (1938), Van den Hoff & Ton (1942), Kuip (1942), Groot (1942), Zeemeeuw (1942), Stormvogels (1943), Westfriesche Auto Car Onderneming (WACO, zelf ook het resultaat van vele overnames, 1943), Autobusdienst "Noord Holland" (1944) en Stadsverkeer (1948). In dit gebied hebben alleen de Zaanstreek en Landsmeer, waar de ENHABO actief was, nooit tot het vervoergebied van de NACO behoord, ook stadsverkeer Den Helder en Texel niet.

### Overname door NS
In 1940 werd de NACO overgenomen door de ATO - een dochteronderneming van de Nederlandse Spoorwegen - en werd daardoor een tweedekringsbedrijf binnen het NS-concern. Dit hield in dat de NACO een eigen bestuur had dat verantwoording aflegde aan het bestuur van ATO. In 1942 werd de NACO een eerstekringsbedrijf, een rechtstreekse dochter van de NS.
1 juli 1942 wees de Commissie Vergunningen Personenvervoer (CVP), die alle concessies verleende, de oorspronkelijke NZHTM-lijn Purmerend-De Rijp toe aan de NACO, waarbij NACO en NZHTM samen overeenkwamen de exploitatie-inkomsten te verdelen. In 1946 werd het de NACO-lijn Purmerend-M.Beemster-De Rijp-Graft-Groot Schermer-Alkmaar. In 1946 hervatte het bedrijf de lijn Alkmaar – Leeuwarden / Heerenveen via de Afsluitdijk, die in het begin van de Tweede Wereldoorlog was gestaakt. De exploitatie vond plaats in samenwerking met de in Friesland opererende Nederlandsche Tramweg Maatschappij (NTM), in opdracht van de ATO, die de lijn tot 1940 zelf geëxploiteerd had. In 1948 ging de vergunning over naar NACO en NTM.
Met ruil van lijnen met de NZHVM te Haarlem werd het vervoergebied scherper afgebakend:
- Op 22 oktober 1946 stond de NACO haar lijn Amsterdam-Durgerdam af aan de Enhabo.
- In 1949 kreeg de NACO de lijn Purmerend-Amsterdam, na opheffing der NZH-tramlijn ("het boemeltje van Purmerend"), waarbij de NACO-lijn Haarlem–Santpoort-IJmuiden naar de NZHVM ging.
- Ook in 1949 kreeg NACO toestemming om tussen Wormerveer en Assendelft te rijden, zodat de lijnen Purmerend-Wormerveer en Assendelft-pont Buitenhuizen-Haarlem konden worden gecombineerd tot één lijnverbinding tussen Purmerend en Haarlem.
- In 1952 ging de NACO-lijn Zaandam-Wijde Wormer-Purmerend naar de Enhabo.
- In 1956 kwam de NACO in het bezit van de buslijnen van Amsterdam naar Monnickendam-Volendam (opvolgers van de Waterlandse tram) en Monnickendam-Edam-Hoorn. De NZHVM kreeg hierdoor vergunning om van de Hoogovens via Velsen Noord en Beverwijk naar IJmuiden te rijden per 28 september 1957 door de toen geopende Velsertunnel. De NACO behield haar lijn Alkmaar – Beverwijk – Haarlem, nu ook door de Velsertunnel.
- In 1959 werd het eiland Marken in het lijnennet opgenomen door een verbinding over de in 1957 aangelegde dam naar het vasteland.

Na de opening in 1968 van de IJtunnel in Amsterdam behielden de Waterlandse lijnen aanvankelijk hun standplaats aan de Valkenweg in Amsterdam-Noord bij het pontveer naar de De Ruijterkade. Bij Amsterdam CS was toen onvoldoende standplaatscapaciteit aanwezig. Daarom werden de NACO-lijnen rond 1970 via de IJtunnel en Valkenburgerstraat naar het Waterlooplein verlegd. In 1972, toen de NACO de NZH werd, kwam hun standplaats tegenover het CS op de Prins Hendrikkade bij de Sint-Nicolaaskerk.
In 1970 nam de NACO de stadsdienst Beverwijk over van het busbedrijf Gebr. Oosterom. Een jaar later volgde de allerlaatste overname door de NACO, van de NHADO te Bergen (NH), die al voor 50% in NS-handen was.

### Fusie met NZH
In 1972 fuseerde de NACO met de NZHVM, waarbij de naam van de laatste (kortweg NZH) gehandhaafd bleef. De NZH hield de naam NACO in stand voor haar activiteiten te water. De BV Rederij NACO, die onder meer tot 2002 met het motorschip Bep Glasius de veerdienst Enkhuizen - Stavoren exploiteerde, werd een onderdeel van Connexxion.

## Trivia
- In 1935 was de NACO afnemer van het allereerste chassis van de Nederlandse fabriek Kromhout, een autobus met chassisnummer B101.
- De NACO was ook actief in het touringcarvervoer en had zich aangesloten bij het reisbureau Cebuto en de reisorganisatie Caravan Tours.
- Anders dan vrijwel alle Nederlandse busbedrijven gebruikte de NACO tot het einde toe lijnletters in plaats van lijnnummers. Zo reed lijn A van Purmerend naar Amsterdam en lijn Z van Egmond aan Zee naar Alkmaar. Omdat er veel meer dan 26 lijnen bestonden en het alfabet dus 'op' was, werden ook dubbele lettercombinaties toegepast: lijn AB reed van Bergen naar IJmuiden en lijn VW van Volendam naar Amsterdam. Naast de voor de reizigers zichtbare letter of lettercombinatie vermeldde het dienstregelingboekje voor elke lijn ook een lijnnummer, dat niet op de bussen werd aangegeven. Zo was lijn H van Haarlem naar Monnickendam ook lijn 11, terwijl lijn HB van Beverwijk naar Wormer tevens bekendstond als lijn 45. Na de fusie met de NZH werden de lijnletters vervangen door geheel nieuwe lijnnummers. Om overlapping te voorkomen met NZH-lijnnummers werden voor het eerst in Nederland lijnnummers boven de 100 gebruikt.
- NACO-bus 4740, een Leyland-Werkspoor bolramer-streekbus uit 1959, was gerestaureerd door het NZH-Vervoermuseum te Haarlem, maar werd in 2002 na een zware aanrijding total loss verklaard. Het wrak is verkocht aan een particulier. Het interieur wordt hergebruikt bij de restauratie van een van de Zuidooster afkomstige bolramer-streekbus in het NZH-Vervoermuseum te Haarlem.